# Suhoi Su-35BM
Suhoi Su-35BM alias Su-27BM sau Su-27SM2 este prototipul unui avion de luptă multirol proiectat de constructorul rus Suhoi, și prezentat în 2007, primul zbor având loc un în 2008. Avionul este o versiune substanțial modernizată a tipului Suhoi Su-35 cu fuzelaj, motoare și avionică modernizate.